# Вихід (хімія)
Ви́хід — відношення кількості речовини (маси або об'єму), отриманої в результаті хімічної реакції, до теоретично розрахованого значення. Значення виходу зазвичай представляють у відсотках.
Теоретичне значення є максимально можливим за даних умов і відповідає ідеальному перебігу реакції. Воно може бути знайдене за стехіометричним рівнянням реакції — кількість цільової речовини буде пропорційною до кількості реактанту, котрий знаходиться у меншості, оскільки він є лімітуючим.

## Приклад
При взаємодії 5,72 г 1-бромобутану (молярна маса 137 г/моль) та надлишкової кількості етаноляту натрію утворилося 2,56 г бутилетилового етеру (102 г/моль):
{\displaystyle \mathrm {C_{4}H_{9}Br+C_{2}H_{5}ONa\longrightarrow C_{4}H_{9}OC_{2}H_{5}+NaBr} }
Маса етеру, яку теоретично можна отримати з даної кількості броміду, становить:
mтеор = 5,72 · 102 / 137 = 4,26 г
Вихід етеру розраховується як відношення практичної маси до теоретично розрахованої:
X = 2,56 / 4,26 = 0,60 або 60 %